# Флаг Республики Саха
Флаг Республики Саха (Якутия) (якут. Саха Өрөспүүбүлүкэтин былааҕа, Саха Сирин былааҕа) — один из главных государственных символов Якутии, наряду с гербом и гимном, и служит основным знаком единства многонационального народа Республики Саха (Якутия). Принят на VI сессии Верховного Совета Якутской-Саха ССР 14 октября 1992 года. Зарегистрирован за № 183 в Государственном геральдическом регистре Российской Федерации.

## История

### Якутская АССР
Впервые официально вопрос о разработке проекта флага Якутской АССР был поднят на совещании 10 октября 1925 года, созванном по инициативе Конституционной комиссии при Президиуме ЯЦИК. Был рассмотрен вопрос «Следует ли в основу герба и флага Якутской АССР положить герб и флаг РСФСР с тем, чтобы затем внести национальные мотивы, или же выработать чисто национальный герб и флаг, вне зависимости от герба и флага РСФСР?».
26 октября 1925 года Президиум ЯЦИК постановил «В основу проектов герба и флага Якутской АССР положить национально-хозяйственный мотив с отражением герба и флага РСФСР». Конституционной комиссии при Президимуме ЯЦИК было предложено объявить конкурс на лучшие проекты герба и флага республики сроком на один месяц.
Было образовано жюри по рассмотрению проектов флага и герба и присуждению премии в составе председателя С. Н. Аржакова. Всего на конкурсе были представлены 5 проектов герба и флага. 4 февраля 1926 года жюри постановило, что ни один из проектов не может быть принят как герб и флаг ЯАССР. В августе 1926 года жюри было упразднено и заменено комиссией в составе М. К. Аммосова, В. Н. Леонтьева и С. Н. Донского-II.
2—13 февраля 1926 года состоялся IV Всеякутский съезд Советов. Съезд принял заново переработанную в соответствии с Конституцией РСФСР 1925 года новую Конституцию ЯАССР. Но в связи с тем что новая Конституция автономной республики не содержала раздела о гербе и флаге, а также ввиду необходимости внесения других корректировок, съезд поручил ЯЦИК на ближайшей сессии внести соотвутствующие поправки.

Первый флаг якутской республики был принят с поправками в Конституцию ЯАССР 17 сентября 1926 года. По Статье 119 Конституции ЯАССР 1926 года флаг республики имел следующий вид:
Государственный флаг ЯАССР состоит из полотнища красного (алого) цвета, в левом углу коего у древка наверху на светло-голубом фоне изображено северное сияние с надписью золотыми буквами "ЯАССР" на якутском языке.
Изображения первого флага Якутии в архивном фонде отсутствуют. Неизвестно, как доподлинно выглядел флаг, если он был когда-либо воплощён в реальности. Помимо этого, аббревиатура ЯАССР на якутском языке в 1920-х годах постоянно менялась, в связи с активным формированием якутской письменности в это время. На конец 1925 года аббревиатура ЯАССР на якутском языке переводилась как «з.а.s.s.ꭢ» (якут. зоku:uskaj aptanҧmnaj sebꭡskej sessꭡli:skej ꭢrꭢcpy:bylyke).
В 1937 году вслед за принятием новой Конституции СССР и РСФСР на Чрезвычайном IX Всеякутском съезде Советов была принята новая Конституция ЯАССР с изменёнными флагом и гербом. По Статье 109 Конституции ЯАССР 1937 года флаг описывался так:
Государственным флагом ЯАССР является государственный флаг РСФСР, состоящий из красного полотнища, в левом углу которого, у древка наверху помещены золотые буквы «РСФСР» на русском языке и якутском языке надписью под буквами «РСФСР» букв меньшего размера с дополнительной — «ЯАССР» на якутском языке.
Таким образом флаг имел следующий вид: Надписи «РСФСР», «RSPSR» (якут. Rossiijskaj  Soвietskej Pederetiiвnej Sossijalistiiceskej Respuuвlika) и ниже надпись поменьше «SASSR» (якут. Saqa Aptanomnaj Soвietskej Sossijalistiiceskej Respuuвlika).
В 1939 году якутский язык перевели на кириллицу. К 1940-м годам надпись на флаге выглядела так: вверху аббревиатура «Р.С.Ф.С.Р.», ниже буквами меньшего размера: «Саха» (по-якутски), «Якутская» (по-русски) и общая надпись «АССР». Это также было закреплено в статье 109 Конституции.
В 1954 году в связи со сменой флага РСФСР флаг Якутии приобрёл следующий вид: полотнище красное, у древка вертикальная голубая полоса, вверху левой части красного поля золотые серп и молот, красная пятиконечная звезда с золотой каймой и надпись: «САХА АССР. ЯКУТСКАЯ АССР» (при чём буквы «АССР» общие и для якутской и для русской надписи).
По Конституции, принятой 8-й внеочередной сессией Верховного Совета ЯАССР 31 мая 1978 года, флаг был несколько изменён. Надпись стала выполняться в две строки на русском и якутском языке.
27 сентября 1990 года якутские парламентарии приняли Декларацию о государственном суверенитете республики. Некоторое время республика именовалась Якутская-Саха ССР, затем переименована в Республику Саха. На флаге и гербе республики некоторое время использовалась аббревиатура «Якутская-Саха ССР» вместо «Якутская АССР» и «Саха АССР».

### Республика Саха (Якутия)
11 января 1991 года Президиум Верховного Совета Республики принял постановление об объявлении конкурса на создание государственных символов республик.
14 октября 1992 года На очередной XV сессии Верховного Совета Республики Саха (Якутия)  был принят флаг Республики Саха (Якутия). Авторы Государственного флага - художник-живописец Людмила Слепцова, студентка Якутского художественного училища Айина Захарова, художник и дизайнер Михаил Старостин.

## Описание
Государственный флаг Республики Саха (Якутия) представляет собой прямоугольное полотнище, состоящее из четырёх разновеликих горизонтальных полос соответственно голубого, белого, красного и зелёного цветов. Соотношение ширины полос к ширине флага: голубой полосы — 3/4 ширины флага, белой полосы — 1/16 ширины флага, красной полосы — 1/16 ширины флага, зелёной полосы — 1/8 ширины флага. На середине голубой полосы расположен круг белого цвета. Диаметр круга составляет 2/5 ширины флага. Отношение ширины флага к его длине — 1:2.

### Символика
- Белый круг на голубом фоне символизирует преемственность поколений и дань уважения к традиционным верованиям предков - народ Саха считали себя "детьми белого солнца". Кроме того, изображение солнца в зените подчеркивает особенности заполярного солнца. Голубой цвет по международной символике означает честь, верность и искренность.
- Узкая белая полоса в сочетании с белым солнцем на фоне голубого неба олицетворяет красоту и суровость Севера, экстремальные условия жизнедеятельности людей, устремленность их в будущее, чистоту помыслов и нравов народов. Белый цвет символизирует чистоту, мудрость и радость.
- Красная полоса символизирует верность родной земле и дань памяти прошлым поколениям. Красный цвет символизирует право, силу и мужество.
- Зеленая полоса олицетворяет короткое якутское лето, цвет таежных просторов и природных богатств.

Красный цвет в сочетании с белым и зеленым традиционно используется в прикладном искусстве коренных народов Якутии. Сочетание голубого, белого и красного цветов соответствовало тогдашней цветовой гамме Государственного флага Российской Федерации и подчеркивает, что Республика Саха (Якутия) является субъектом Российской Федерации.

## Галерея

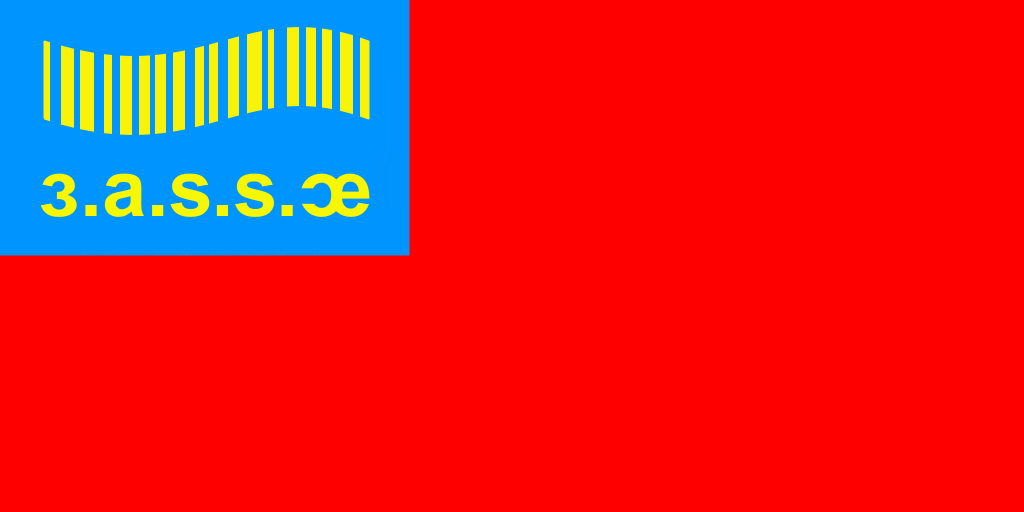
Возможный вид флага Якутской АССР 1926—1937 гг.
Флаг Якутской АССР 1937—1940 гг.
Флаг Якутской АССР 1940—1954 гг.
Флаг Якутской АССР 1954—1978 гг.
Флаг Якутской АССР 1978—1990 гг.
Флаг Якутии 1990—1992 гг.
Флаг Якутии 1992—н.в.